# Boeing 787
Boeing 787 eller Boeing 787 Dreamliner är ett långdistans-, medelstort, tvåmotorigt jetflygplan som har utvecklats av Boeing Commercial Airplanes. De olika modellerna har säteskapacitet på 210–290 platser. Enligt Boeing är det företagets mest bränslesnåla plan. Modellen är först i världen med att till hälften vara byggd av kompositmaterial och till 20 % av aluminium. Enligt Boeing drar planet 20 % mindre bränsle än den lika stora föregångaren Boeing 767. Det känns främst igen på de fyra glasrutorna i cockpiten, de ljuddämpande sågtänderna på motorerna och en mjukare noskonstruktion.

## Historik
Modellen introducerades i kommersiell flygning i oktober 2011 av All Nippon Airways. All Nippon Airways köp av 30 respektive 20 exemplar av 787-3 och 787-8 konverterades till 50 beställningar av 787-8 eftersom 787-3 aldrig kom i produktion.
För att minska miljöpåverkan och vikten är bromssystemet elektroniskt i stället för hydrauliskt. Motorerna byggs av Rolls-Royce och General Electric. Boeing har förbeställt motorer för 25 år framåt. Ett fullbelagt flygplan påstås släppa ut mindre koldioxid per passagerarkilometer än en personbil med hybriddrift. Boeing 787 är ett bränslesnålare flygplan än de i tidigare generationer genom användning av mer kolfiberarmerad plast istället för aluminium. Bland annat är Saab AB underleverantör för sju sorters luckor till planet i detta material.
Det första 787-flygplanet rullades ut ur fabriken den 8 juli 2007, enligt amerikanskt skrivsätt 7/8/07 för att hänsyfta till namnet. Den första provflygningen skedde den 15 december 2009 och den sista i den planerad serie med sex provflygplan den 4 oktober 2010. Extra provflygningar måste dock göras med plan nr 7.
Flygplanet beräknades ursprungligen vara i trafik fjärde kvartalet 2010. Dock blev det försenat på grund av tekniska problem, bland annat efter en brand ombord i november 2010, och den första kommersiella flygningen blev uppskjuten till oktober 2011. Brandorsaken ansågs vara fel i elektroniken i flygplanets akter.. Även bränsleproblem och problem med litiumbatterier har rapporterats. Totalt 3 400 flygtimmar behövs för certifiering, betydligt färre än de 7 000 som krävdes för Boeing 777.
Flygplansfönstren har ställbar bländning vid starkt solljus för att kunna användas för att skapa olika ljusstyrka ombord på planet.

## Varianter
Tre varianter av Boeing 787 har planerats. Per oktober 2013 hade 982 flygplansbeställningar lagts och 98 plan levererats. 787-3 som var basmodellen, tänkt att användas på den japanska marknaden, kom aldrig i produktion och övergicks helt till att planeras, tillverkas och levereras som 787-8-modeller istället.
|                   | Boeing 787-3 | Boeing 787-8                | Boeing 787-9                | Boeing 787-10               |
| ----------------- | ------------ | --------------------------- | --------------------------- | --------------------------- |
| Antal passagerare | 290–330      | 242 (2-klass konfiguration) | 290 (2-klass konfiguration) | 330 (2-klass konfiguration) |
| Första flygning   | Levereras ej | 2009                        | 2013                        | 2017                        |
| Vingspann (m)     | 52           | 60                          | 60                          | 60                          |
| Längd (m)         | 57           | 57                          | 63                          | 68                          |
| Höjd (m)          | 17           | 17                          | 17                          | 17                          |
| Räckvidd (km)     | 6 500        | 13 620                      | 14 140                      | 11 910                      |

## Bilder

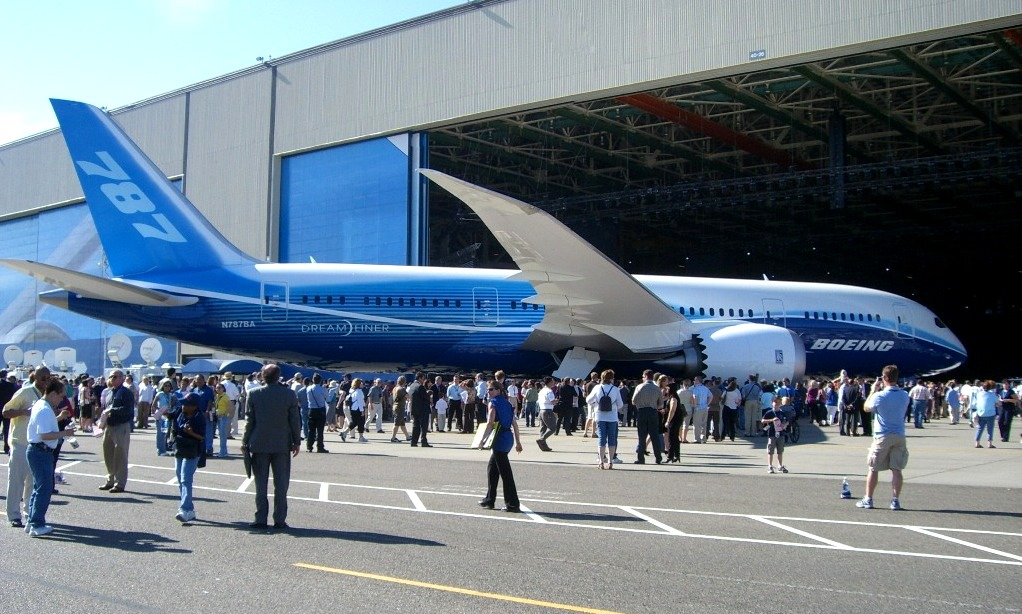
Boeing 787-8, det första producerade Dreamlinern, rullas ut ur fabrikshangaren i juli 2007, för att komma upp i luften 2009.
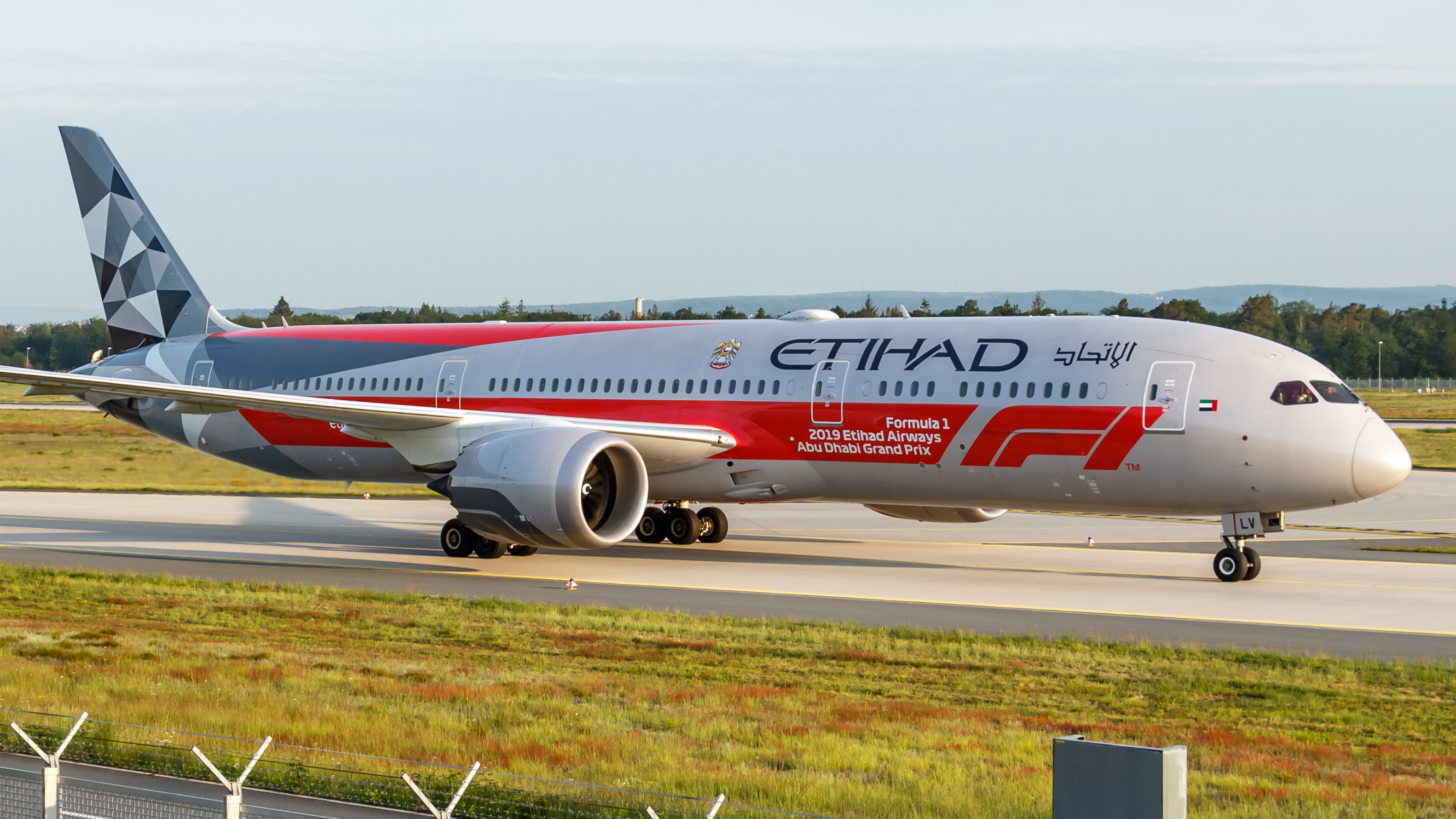
En Boeing 787 från Etihad Airways i en Formel 1-design.
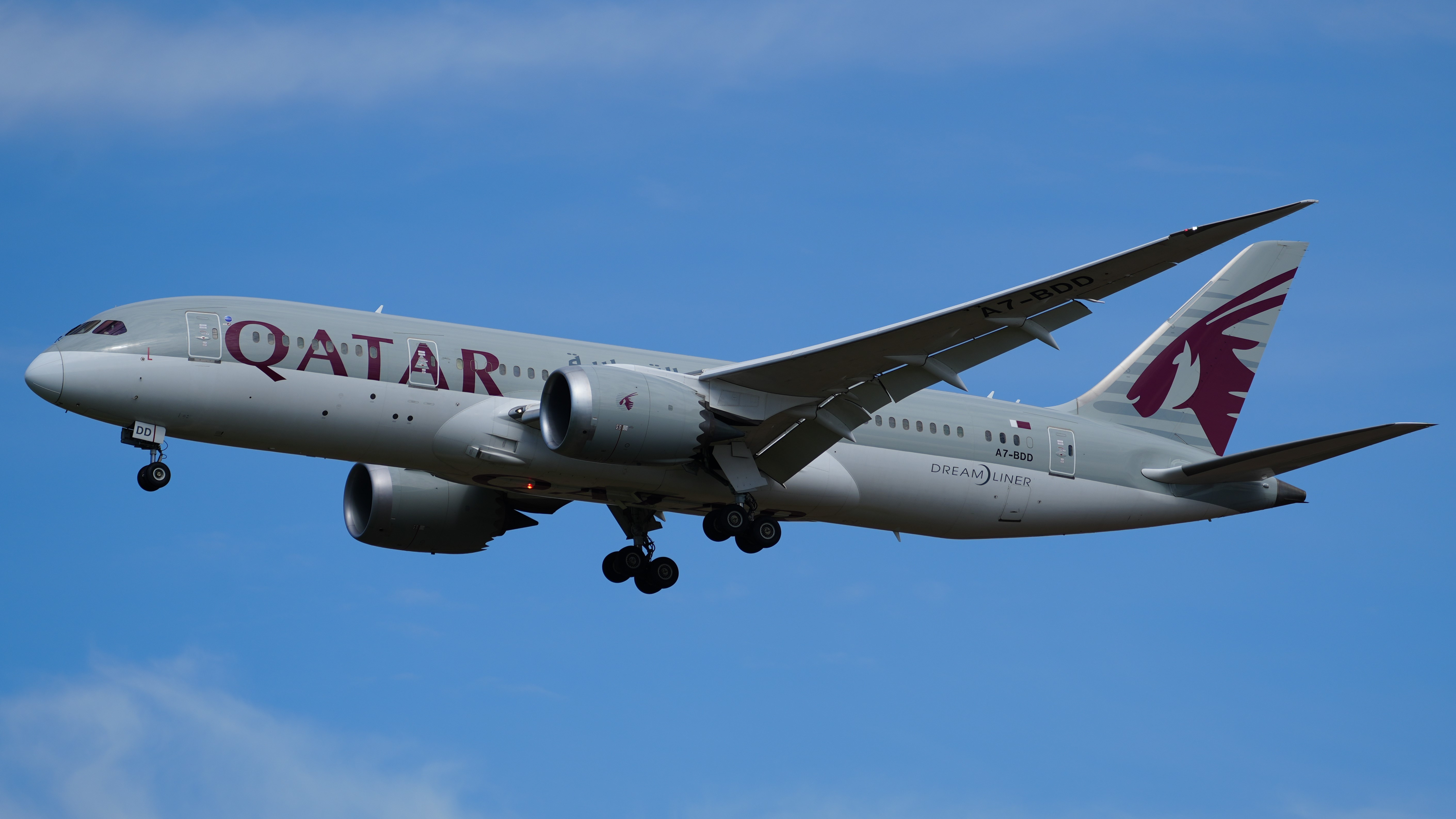
En Boeing 787 från Qatar Airwys.
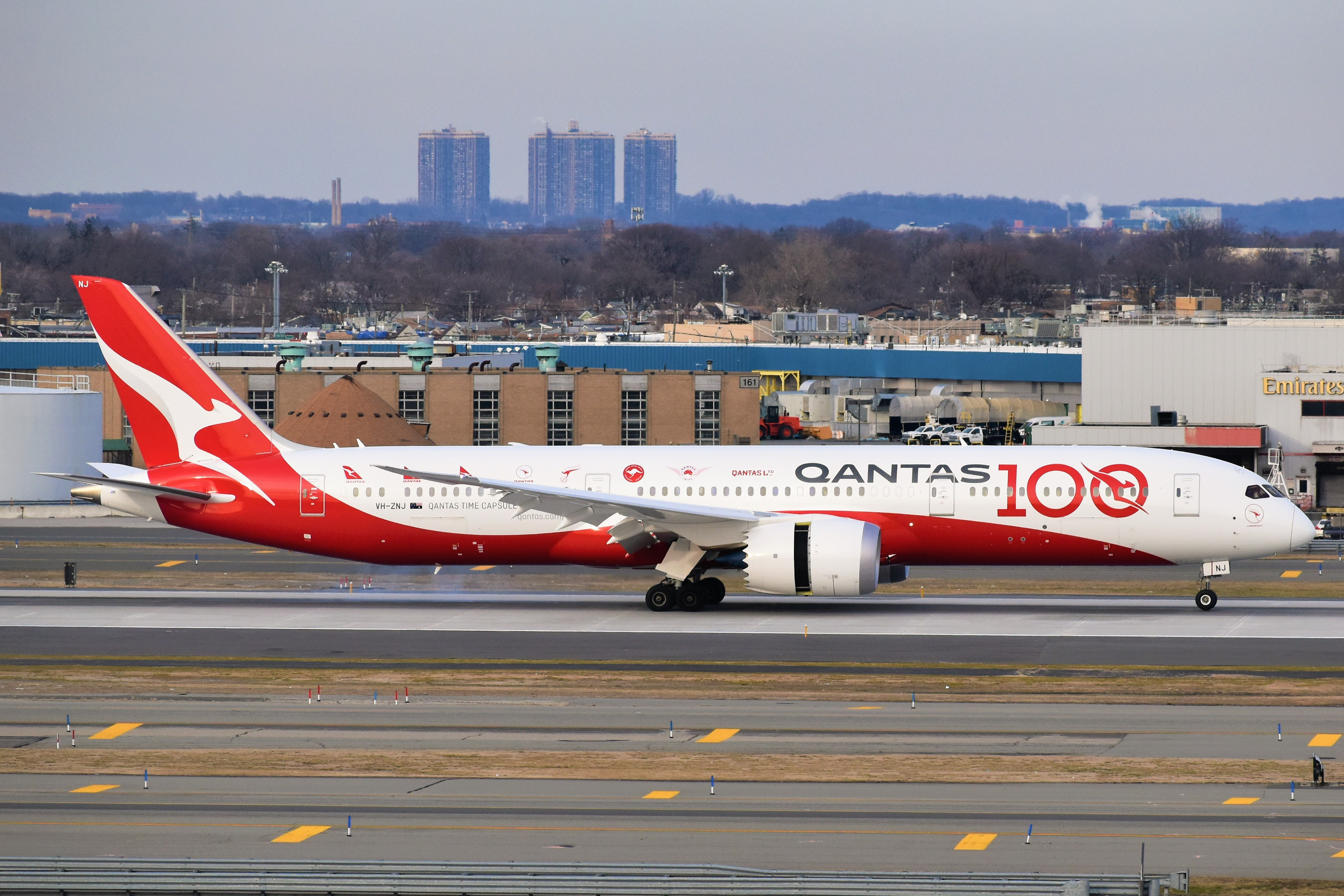
En Boeing 787 från Qantas.
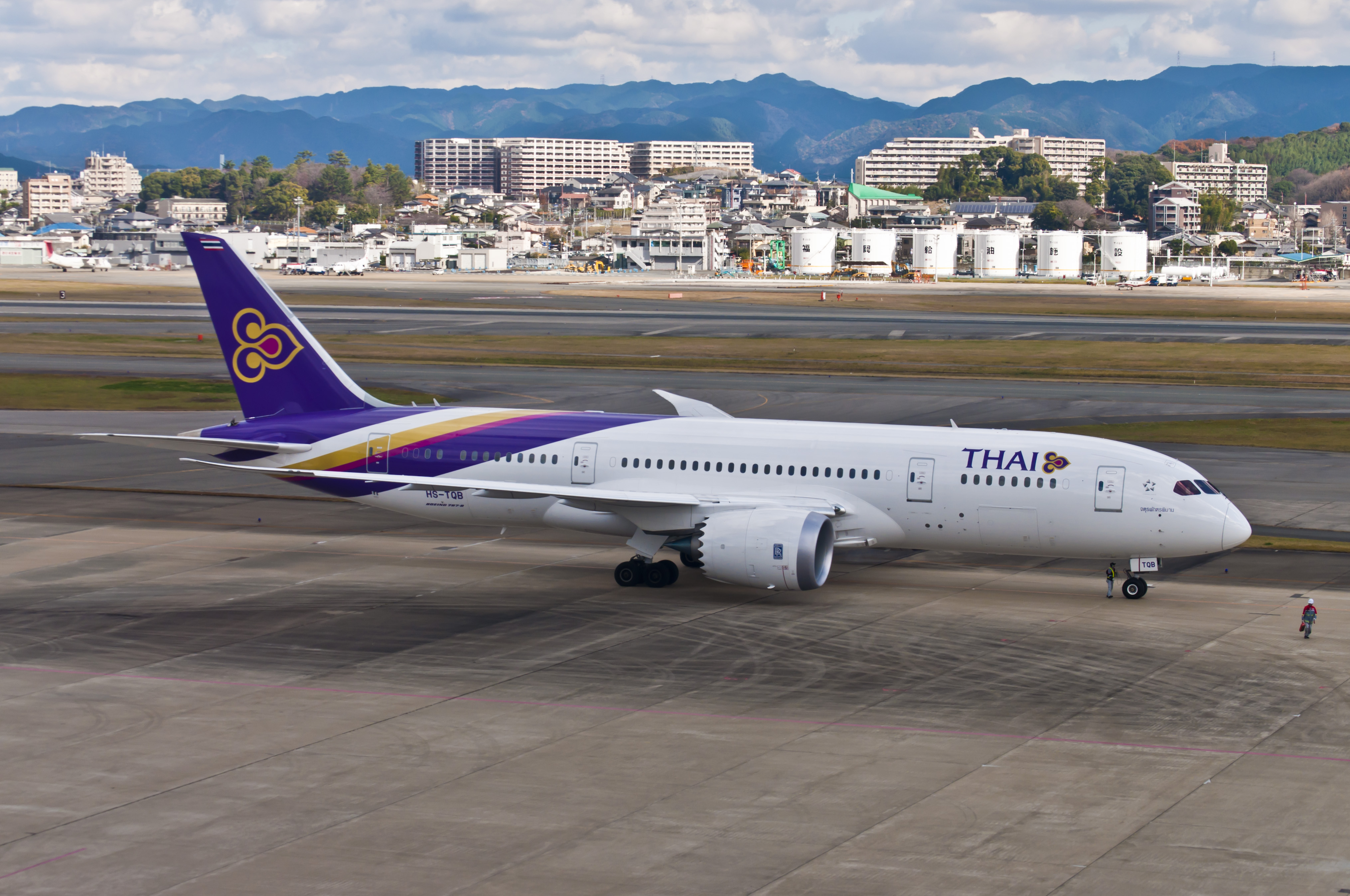
En Boeing 787 från Thai Airways.
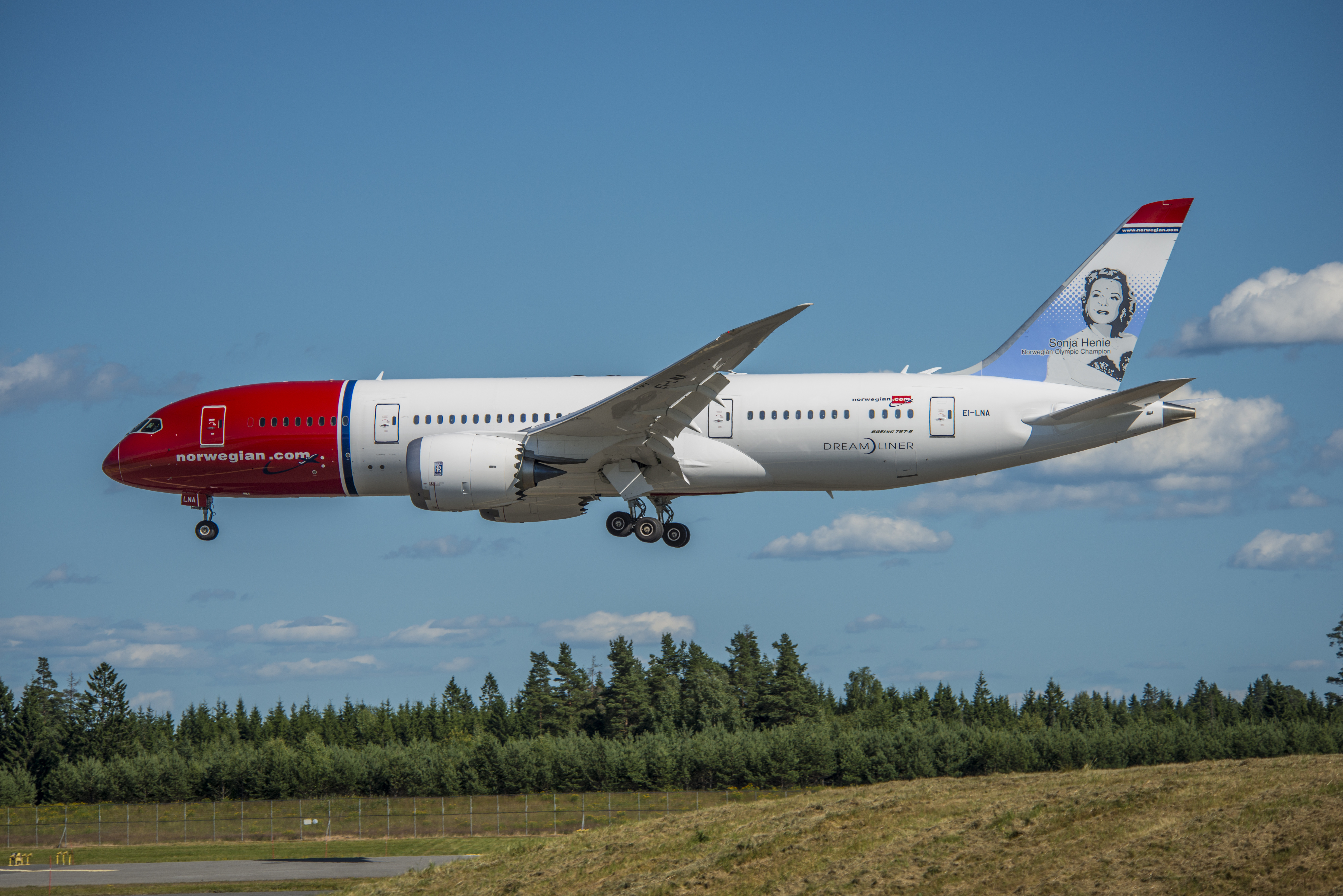
En Boeing 787-8 från Norwegian Air Shuttle.
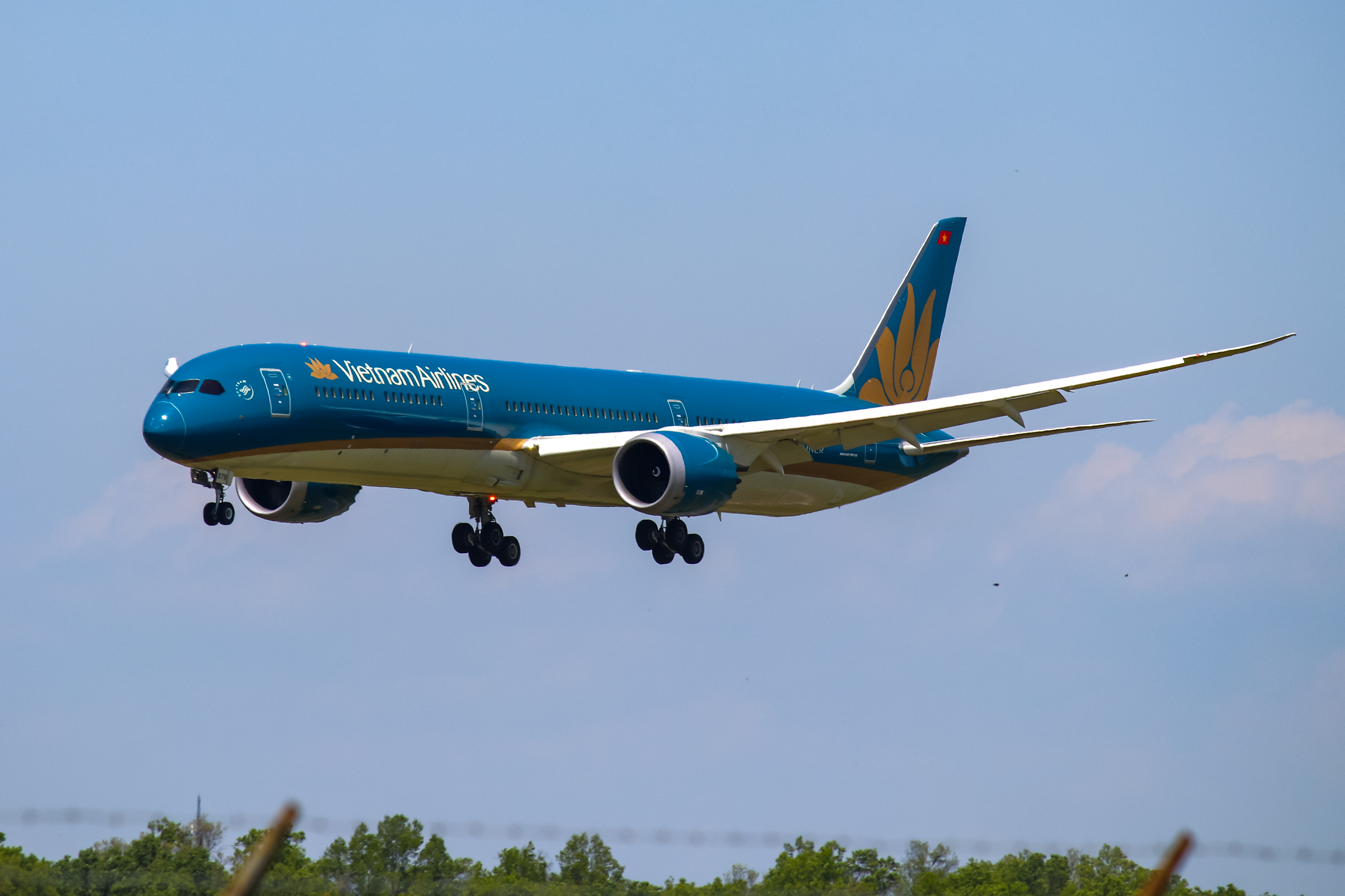
En Boeing 787-10 från Vietnam Airlines.